# Max Obé
Julius Nikolaus Max Obé (* 4. Juni 1889 in Saarlouis; † 4. Dezember 1969) war ein deutscher Arzt, Leiter der Landesversicherungsanstalt des Saarlandes, der Saarpfalz und der Westmark, Medizinalbeamter im Saargebiet und im „Dritten Reich“ und ärztlicher Standespolitiker nach 1945.

## Leben
Max Obé, ein Sohn des Kaufmanns Nikolaus Obé und dessen Ehefrau Juliette geb. Land, studierte von 1909 bis 1914 Medizin an den Universitäten Straßburg, Gießen und München und wurde im August 1914 zum Dr. med. promoviert.
Während des Ersten Weltkrieges war er in Straßburg als Militärarzt eingesetzt. Von 1918 bis 1923 war er leitender Arzt des Städtischen Krankenhauses in Neuerburg im Bezirk Trier und nebenamtlicher Impfarzt, Bahnarzt, Schularzt und Fürsorgearzt. Im August 1923 wurde Obé zum Kreisarzt von St. Wendel bestellt. Ab Oktober desselben Jahres wurde er Beamter der Regierungskommission des Saargebietes (ab 1925 Leiter der Abteilung Volkswohlfahrt). Im Oktober 1930 wurde er zum Stellvertreter von Bartholomäus Koßmann, des saarländischen Mitgliedes der Regierungskommission, ernannt.
Seit Februar 1935 war Obé Regierungsdirektor im Reichskommissariat für die Rückgliederung des Saarlandes. Ab 1936 war er Beamter des Deutschen Reichs und war höchster Medizinalbeamter im Reichskommissariat für das Saarland (1936), der Saarpfalz (1940), beim Reichsstatthalter Westmark, Josef Bürckel (1941). In diesen Funktionen war er zuständig für die Neuordnung der Sozialversicherung in Lothringen und die Neuordnung des Krankenhauswesens in Lothringen. Seit Dezember 1941 war er geschäftsführender Leiter der Landesversicherungsanstalt Westmark. Am 10. April 1943 wurde Obé vom Reichsminister des Innern mit Wirkung vom 1. April 1943 zum Leitenden Regierungsdirektor und zum Leiter der Abteilung III – Gesundheitswesen und Volkspflege – bei der Behörde des Reichsstatthalters in der Westmark in Saarbrücken bestellt. Die Zahnärztin und Medizinhistorikerin Gisela Tascher schreibt Obé in ihrer Dissertation auf Grund seiner hervorgehobenen Position in der NS-Administration eine Mitverantwortung für Zwangssterilisationen von Rheinlandbastarden, Zwangsabtreibungen und „Euthanasiemaßnahmen“ zu.
Max Obé beantragte am 6. Januar 1936 die Aufnahme in die NSDAP und wurde rückwirkend zum 1. November 1935 aufgenommen (Mitgliedsnummer 6.925.972). Ebenfalls 1935 schloss er sich der NSV, dem RDB und dem NSDÄB an, schließlich noch 1937 dem Nationalsozialistischen Rechtswahrerbund.
Nach Ende des Zweiten Weltkrieges war Obé ab 1. Juni 1945 Abteilungsleiter der Abteilung Soziale Angelegenheiten und Gesundheitswesen (später Abteilung Arbeit) des „Regierungspräsidiums Saar“. Am 25. Oktober 1945 wurde er zum Vorsitzenden des Landesversicherungsamtes des Saarlandes ernannt, jedoch bereits am 1. Februar 1946 auf Druck der amerikanischen Militärbehörden wieder entlassen. Auf Beschluss des Säuberungsausschusses der französischen Militärregierung wurde er vom Dienst suspendiert. Infolge einer Feststellung der Dienstunfähigkeit durch ein von Friedrich Doenecke ausgestelltes ärztliches Attest wurde die Suspension im November 1947 wieder aufgehoben. Bereits im August 1947 war Obé zusammen mit zwei Ärztekollegen wegen „Verbrechens gegen die Menschlichkeit“ (Zwangssterilisation der „Rheinlandbastarde“) beschuldigt worden. Dazu hat der 7. Strafsenat des Oberlandesgerichts in Saarbrücken am 1. Juni 1949 in der Strafsache gegen Max Obé wegen Verbrechens gegen die Menschlichkeit den Angeschuldigten Max Obé aus tatsächlichen Gründen außer Verfolgung gesetzt; es wäre mit Sicherheit zu erwarten gewesen, dass der Angeschuldigte Obé in der Hauptversammlung nicht wegen der ihm zur Last gelegten Straftaten verurteilt würde. Es wurde keine Anklage erhoben.
Im Januar 1950 löste Max Obé als erster gewählter Präsident der Ärztekammer Saar nach dem Kriege seinen von der Militärregierung eingesetzten Vorgänger ab. 1954 und 1958 wurde er per Wahl in diesem Amt bestätigt. Im Jahr 1950 erhielt Obé einen Lehrauftrag für ärztliche Standeskunde und Sozialversicherung an der Universität des Saarlandes. Obé stellte sich außerdem bei der Errichtung eines Landesverbandes für Krebsbekämpfung und Krebsforschung ehrenamtlich als Vorsitzender zur Verfügung. In Anerkennung seiner Verdienste wurde ihm am 24. Juli 1958 der Titel Geheimer Sanitätsrat verliehen.
Am 9. Mai 1962 ward Max Obé „in Würdigung seiner Verdienste um den Aufbau der ärztlichen Standesorganisationen und um die Schaffung eines Versorgungswerkes für die saarländische Ärzteschaft zum Ehrenpräsidenten der Ärztekammer des Saarlandes“ ernannt.
Nach der mit den NS-Verstrickungen Obés begründeten, posthumen Aberkennung des Titels Ehrenpräsident durch die Saarländische Ärztekammer im Mai 2021 hat im Juli 2022 auch die Universität des Saarlandes, die Obé 1964 die Ehrenbürgerwürde der Hochschule verliehen hatte, ihm diese mit seinem Tode im Jahre 1969 erloschene Ehrung symbolisch-deklaratorisch aberkannt.

## Ehrungen
- Ernennung zum Geheimen Sanitätsrat (1958) – der Titel wurde durch Beschluss der Saarländischen Landesregierung vom 14. September 2021 posthum entzogen[13]
- Ehrenpräsident der Saarländischen Ärztekammer (1962) – der Titel wurde posthum aberkannt (2021)[14]
- Auszeichnung mit dem Verdienstkreuz 1. Klasse der Bundesrepublik Deutschland (1962)[7]
- Ehrenbürgerwürde der Universität des Saarlandes (1964)[15]
- Paracelsus-Medaille der deutschen Ärzteschaft (1967)[16]
- Ehrenmitglied der Medizinischen Gesellschaft des Saarlandes

## Werke
- Perforationsperitonitis bei Y-Ruhr. Straßburg 1915 (Dissertation)